# Puig del Clot del Forn
El Puig del Clot del Forn és una muntanya de 1.012,4 metres del límit dels termes comunals de Serrallonga i el Tec, tots dos de la comarca del Vallespir, a la Catalunya del Nord.
Es troba a la zona nord-occidental del terme de Serrallonga, al límit amb el Tec. Respecte d'aquest segon terme, és a la zona sud-oest. És al sud-oest del Puig de la Rondinaire i al nord-est de la Collada del Bardot.